# Acherdoa ornata
Acherdoa ornata är en fjärilsart som beskrevs av Berthold Neumoegen 1884. Acherdoa ornata ingår i släktet Acherdoa och familjen nattflyn. Inga underarter finns listade i Catalogue of Life.